# Distretto di Fengnan
Il distretto di Fengnan (丰南区S, Fēngnán QūP) è un distretto della Cina, situato nella provincia di Hebei e amministrato dalla prefettura di Tangshan.